# Eleições estaduais em Alagoas em 1990
As eleições estaduais em Alagoas em 1990 ocorreram em 3 de outubro como parte das eleições gerais no Distrito Federal e em 26 estados brasileiros. Foram eleitos o governador Geraldo Bulhões, o vice-governador Francisco de Melo, o senador Guilherme Palmeira, nove deputados federais e vinte e sete deputados estaduais. Como nenhum candidato a governador recebeu mais da metade do votos válidos, um segundo turno foi realizado em 20 de janeiro de 1991 e segundo a Constituição, o governador seria eleito para quatro anos de mandato a começar em 15 de março de 1991, sem direito a reeleição.
Cercada de expectativas por se tratar do estado onde o presidente Fernando Collor têm raízes familiares e políticas, a eleição em Alagoas rompeu a base política do mandatário da nação, visto que se defrontaram Geraldo Bulhões e Renan Calheiros, que buscavam a condição de "candidato do presidente" em troca do apoio prestado nas eleições presidenciais de 1989, quando o grupo agia em uníssono. Líder do governo na Câmara dos Deputados, Renan Calheiros concorria pelo PRN, mesmo partido do presidente, enquanto Geraldo Bulhões migrou para o PSC e recebeu o apoio da família Malta, a qual pertencia a primeira-dama Rosane Collor. Paulatinamente, Geraldo Bulhões recebeu o apoio de aliados do presidente e do próprio Fernando Collor, revertendo assim o equilíbrio do primeiro turno, deixando Renan Calheiros isolado. Além das disputas políticas, outro fator de tensão, foi a ocorrência de fraudes nas eleições, obrigando a Justiça Eleitoral a adiar o segundo turno de 25 de novembro de 1990 para 20 de janeiro de 1991.
Encerradas as apurações, a vitória foi de Geraldo Bulhões, promotor de justiça e procurador natural de Santana do Ipanema e formado em 1963 pela Universidade Federal de Alagoas e durante os governos Luís Cavalcanti, João Tubino e Lamenha Filho foi incorporador, diretor financeiro e assessor jurídico da Companhia de Habitação Popular de Alagoas e assessor técnico-jurídico e secretário do Conselho de Desenvolvimento de Alagoas até ingressar na política pela ARENA elegendo-se deputado federal em 1970, 1974 e 1978 e pelo PDS em 1982. Aliado de Fernando Collor filiou-se ao PMDB e conseguiu um novo mandato em 1986, passando pelo PRN até eleger-se governador de Alagoas pelo PSC.
Na eleição para senador a vitória foi do advogado Guilherme Palmeira. Nascido em Maceió e formado na Universidade Federal do Rio de Janeiro, foi eleito deputado estadual pela ARENA em 1966, 1970 e 1974 afastando-se do mandato para ocupar a Secretaria de Indústria e Comércio no governo Divaldo Suruagy, de quem recebeu apoio para chegar ao Palácio dos Martírios em 1978. Filho de Rui Palmeira e irmão de Vladimir Palmeira, elegeu-se senador pelo PDS em 1982 e após mudar para o PFL chegou à presidência nacional do partido, pelo qual foi derrotado na disputa pelo governo de Alagoas em 1986 e eleito prefeito de Maceió em 1988, conquistando agora um novo mandato de senador.

## Resultado da eleição para governador

### Primeiro turno
Segundo o Tribunal Regional Eleitoral de Alagoas houve 190.745 votos em branco (18,78%) e 144.628 votos nulos (14,24%), calculados sobre o comparecimento de 1.015.887 eleitores, com os 680.514 votos nominais assim distribuídos:
| Candidatos a governador do estado     | Candidatos a vice-governador | Número | Coligação                                                      | Votação | Percentual |
| ------------------------------------- | ---------------------------- | ------ | -------------------------------------------------------------- | ------- | ---------- |
| Geraldo Bulhões PSC                   | Francisco de Melo PMDB       | 20     | União por Alagoas (PSC, PMDB, PFL, PSDB, PDT, PTB, PMN, PTdoB) | 338.598 | 49,76%     |
| Renan Calheiros PRN                   | Severino Leão PRN            | 36     | Alagoas: a hora é agora (PRN, PDC, PL, PTR, PST, PRP)          | 303.886 | 44,65%     |
| Antônio Cerveira de Moura PT          | Ênio Lins de Oliveira PCdoB  | 13     | Frente Popular (PT, PCdoB, PSB, PCB)                           | 23.089  | 3,39%      |
| Antônio Grilo Batista de Oliveira PSD | Petrúcio Ferreira Lopes PSD  | 41     | PSD (sem coligação)                                            | 14.941  | 2,20%      |
| Fontes:                               |                              |        |                                                                |         |            |

### Segundo turno
Segundo o Tribunal Regional Eleitoral houve 25.580 votos em branco (3,00%) e 184.681 votos nulos (21,63%), calculados sobre o comparecimento de 853.686 eleitores, com os 643.425 votos nominais assim distribuídos:
| Candidatos a governador do estado | Candidatos a vice-governador | Número | Coligação                                                      | Votação | Percentual |
| --------------------------------- | ---------------------------- | ------ | -------------------------------------------------------------- | ------- | ---------- |
| Geraldo Bulhões PSC               | Francisco de Melo PMDB       | 20     | União por Alagoas (PSC, PMDB, PFL, PSDB, PDT, PTB, PMN, PTdoB) | 424.480 | 65,97%     |
| Renan Calheiros PRN               | Severino Leão PRN            | 36     | Alagoas: a hora é agora (PRN, PDC, PL, PTR, PST, PRP)          | 218.945 | 34,03%     |
| Fontes:                           |                              |        |                                                                |         |            |

## Resultado da eleição para senador
Foram apurados 538.526 votos nominais, entretanto inexistem dados sobre os votos em branco e os votos nulos.
| Candidatos a senador da República | Candidatos a suplente de senador                           | Número | Coligação                                                      | Votação | Percentual |
| --------------------------------- | ---------------------------------------------------------- | ------ | -------------------------------------------------------------- | ------- | ---------- |
| Guilherme Palmeira PFL            | Alcides Falcão PMDB Dalmácio Lúcio -                       | 251    | União por Alagoas (PSC, PMDB, PFL, PSDB, PDT, PTB, PMN, PTdoB) | 334.279 | 62,07%     |
| Francisco Rocha Melo PRN          | Douglas Apratto PDC Clyton Houly PL                        | 361    | Alagoas: a hora é agora (PRN, PDC, PL, PTR, PST, PRP)          | 163.588 | 30,38%     |
| Regis Cavalcante PCB              | Denise de Medeiros Agra PSB Luiz Fernando Vieira Lopes PSB | 231    | Frente Popular (PT, PCdoB, PSB, PCB)                           | 40.659  | 7,55%      |
| Fontes:                           |                                                            |        |                                                                |         |            |

## Deputados federais eleitos
São relacionados os candidatos eleitos com informações complementares da Câmara dos Deputados.

Representação eleita
  PSC: 4
  PRN: 2
  PFL: 1
  PTB: 1
  PDT: 1

| Número  | Deputados federais eleitos | Partido | Votação | Percentual | Cidade onde nasceu  | Unidade federativa |
| 2010    | Vitório Malta              | PSC     | 47.669  |            | Santana do Ipanema  | Alagoas            |
| 2020    | Augusto Farias             | PSC     | 47.569  |            | Passo de Camaragibe | Alagoas            |
| 2001    | Luís Dantas                | PSC     | 42.482  |            | Batalha             | Alagoas            |
| 3611    | Cleto Falcão               | PRN     | 38.125  |            | Recife              | Pernambuco         |
| 2002    | Antônio Holanda            | PSC     | 33.250  |            | União dos Palmares  | Alagoas            |
| 2522    | José Thomaz Nonô           | PFL     | 32.749  |            | Maceió              | Alagoas            |
| 3610    | Olavo Calheiros            | PRN     | 29.802  |            | Murici              | Alagoas            |
| 1414    | Roberto Torres             | PTB     | 25.703  |            | Água Branca         | Alagoas            |
| 1212    | Mendonça Neto              | PDT     | 25.598  |            | Rio Novo            | Minas Gerais       |
| Fontes: |                            |         |         |            |                     |                    |

## Deputados estaduais eleitos
A Assembleia Legislativa de Alagoas possuía 27 vagas.

Representação eleita
  PTB: 7
  PSC: 5
  PTR: 5
  PFL: 3
  PDC: 3
  PL: 2
  PMDB: 1
  PRN: 1

| Número  | Deputados estaduais eleitos    | Partido | Votação | Percentual | Cidade onde nasceu    | Unidade federativa |
| 28111   | Francisco Porcino Costa        | PTR     | 13.842  | 2,03%      | Rio Largo             | Alagoas            |
| 20110   | Oscar Fontes Lima              | PSC     | 13.052  | 1,91%      | Maceió                | Alagoas            |
| 25218   | Benedito de Lira               | PFL     | 12.636  | 1,85%      | Junqueiro             | Alagoas            |
| 36101   | Cícero Ferro                   | PRN     | 12.491  | 1,83%      | Minador do Negrão     | Alagoas            |
| 20222   | Eraldo Malta Brandão Filho     | PSC     | 11.877  | 1,74%      | Mata Grande           | Alagoas            |
| 14104   | José Humberto Vilar Torres     | PTB     | 11.868  | 1,74%      | Água Branca           | Alagoas            |
| 17177   | João José Sarmento de Carvalho | PDC     | 11.587  | 1,70%      | São Miguel dos Campos | Alagoas            |
| 25211   | Elísio da Silva Maia           | PFL     | 11.577  | 1,70%      | Campo Alegre          | Alagoas            |
| 17101   | José Raimundo Tavares          | PDC     | 11.570  | 1,70%      | Junqueiro             | Alagoas            |
| 14250   | José Duarte Marques            | PTB     | 10.862  | 1,59%      | Coruripe              | Alagoas            |
| 28208   | Talvane Albuquerque            | PTR     | 10.682  | 1,56%      | Maceió                | Alagoas            |
| 14110   | José Bernardes Neto            | PTB     | 10.363  | 1,52%      | Delmiro Gouveia       | Alagoas            |
| 14177   | Edval Vieira Gaia              | PTB     | 10.037  | 1,47%      | Igaci                 | Alagoas            |
| 20101   | Manoel Sertório Queiroz Ferro  | PSC     | 9.979   | 1,46%      | São Sebastião         | Alagoas            |
| 20111   | Francisco Holanda Costa        | PSC     | 9.742   | 1,43%      | Maceió                | Alagoas            |
| 28116   | Washington Freitas             | PTR     | 9.615   | 1,41%      | Piranhas              | Alagoas            |
| 25110   | Antônio Guedes Amaral          | PFL     | 9.511   | 1,39%      | Major Izidoro         | Alagoas            |
| 20115   | César Malta                    | PSC     | 9.141   | 1,34%      | Maceió                | Alagoas            |
| 14222   | Elionaldo Magalhães            | PTB     | 9.140   | 1,34%      | Lajedo                | Pernambuco         |
| 14101   | Marcelino dos Santos           | PTB     | 9.079   | 1,33%      | Arapiraca             | Alagoas            |
| 15103   | Fátima Cordeiro                | PMDB    | 8.915   | 1,31%      | Porto Calvo           | Alagoas            |
| 14111   | José Nascimento Leão           | PTB     | 8.861   | 1,30%      | Arapiraca             | Alagoas            |
| 28110   | Cícero Amélio                  | PTR     | 7.368   | 1,08%      | Maceió                | Alagoas            |
| 17121   | Gilvan Barros                  | PDC     | 7.143   | 1,04%      | Campo Alegre          | Alagoas            |
| 28123   | Temoteo Correia                | PTR     | 7.024   | 1,03%      | Anadia                | Alagoas            |
| 22222   | Manoel Lins Pinheiro           | PL      | 6.771   | 0,99%      | Marechal Deodoro      | Alagoas            |
| 22111   | Gervásio Raimundo              | PL      | 6.688   | 0,98%      | Quebrangulo           | Alagoas            |
| Fontes: |                                |         |         |            |                       |                    |